# Charleston-Klasse
Die Charleston-Klasse war eine Klasse von amphibischen Frachtschiffen der United States Navy. Die insgesamt fünf Einheiten des Typs kamen zwischen 1968 und 1969 in Fahrt. Es handelt sich bei der Klasse um die letzten je für die United States Navy gebauten Schiffe dieser Art. Ihre Aufgaben übernahmen ab 2005 die Einheiten der San-Antonio-Klasse. Die Schiffe der Charleston-Klasse wurden bereits mehr als ein Jahrzehnt zuvor zwischen 1992 und 1994 ausgemustert.

## Geschichte
Die fünf Einheiten der Charleston-Klasse entstanden ab 1966 in der Werft von Newport News Shipbuilding und wurden zwischen 1968 und 1969 in Dienst gestellt. Die Schiffe nahmen unter anderem an Einsätzen während des Vietnamkriegs teil, befanden sich jedoch größtenteils in den späten 1970er und frühen 1980er Jahren in der Reserveflotte. Erst 1982 kehrten wieder alle fünf Einheiten der Klasse in den aktiven Dienst zurück.
Am 27. April 1992 wurde das Typschiff Charleston als erste Einheit der Klasse nach 24 Dienstjahren ausgemustert. Die restlichen vier Einheiten folgten bis zum 21. April 1994. Alle fünf Schiffe kamen in die Reserveflotte, wo sie mehr als 20 Jahre verbrachten. Am 31. August 2015 folgte die Streichung aller fünf Frachter aus dem Naval Vessel Register. Die St. Louis wurde am 21. September 2018 als Zielschiff versenkt, die Durham folgte am 30. August 2020. Die anderen drei Einheiten wurden abgewrackt bzw. sollen abgewrackt werden.

## Einheiten
| Name                     | Werft                                   | Kiellegung       | Stapellauf       | Indienststellung   | Verbleib                                                                |
| ------------------------ | --------------------------------------- | ---------------- | ---------------- | ------------------ | ----------------------------------------------------------------------- |
| USS Charleston (LKA-113) | Newport News Shipbuilding, Newport News | 5. Dezember 1966 | 2. Dezember 1967 | 14. Dezember 1968  | am 27. April 1992 außer Dienst gestellt, Abbruch geplant                |
| USS Durham (LKA-114)     | Newport News Shipbuilding, Newport News | 10. Juli 1967    | 29. März 1968    | 24. Mai 1969       | am 25. Februar 1994 außer Dienst gestellt, 2020 als Zielschiff versenkt |
| USS Mobile (LKA-115)     | Newport News Shipbuilding, Newport News | 15. Januar 1968  | 19. Oktober 1968 | 20. September 1969 | am 4. Februar 1994 außer Dienst gestellt, 2023 abgewrackt               |
| USS St. Louis (LKA-116)  | Newport News Shipbuilding, Newport News | 3. April 1968    | 4. Januar 1969   | 22. November 1969  | am 2. November 1992 außer Dienst gestellt, 2018 als Zielschiff versenkt |
| USS El Paso (LKA-117)    | Newport News Shipbuilding, Newport News | 22. Oktober 1968 | 17. Mai 1969     | 17. Januar 1970    | am 21. April 1994 außer Dienst gestellt, 2023 abgewrackt                |